# VPorts
A VPorts é uma autoridade portuária privada do Brasil, responsável pela administração do complexo portuário de Vitória, Vila Velha (Capuaba) e Aracruz (Barra do Riacho).
Anteriormente, era denominada de Companhia Docas do Espírito Santo (CODESA), que foi privatizada em março de 2022, sendo adquirida pelo Fundo de Investimentos em Participações Shelf 119, liderado pela Quadra Capital.

## História
A história portuária do Espírito Santo tem sua origem com o desenvolvimento da cultura cafeeira na Província do Espírito Santo. No entanto, a partir de 1870, tornou-se saturado o Porto de Itapemirim, então utilizado para o escoamento agrícola, em especial da cana-de-açúcar. Como alternativa para os embarques, foram previstos a utilização de outro atracadouro, denominado Cais do Imperador, na parte sul da Ilha de Vitória.
Em 1881, foram iniciados os primeiros estudos para a construção do Porto de Vitória. No entanto, o baixo comércio da região e a falta de estradas que ligassem ao interior fizeram com que o projeto demorasse a sair do papel. 
Em 28 de março de 1906, o governo federal autorizou que a Companhia Porto de Vitória (CPV) implantasse as novas instalações no mesmo local, tendo ficado a cargo da empresa C. H. Walker & Co. Ltda. a execução 1 130 metros de cais. No entanto, as obras foram interrompidas no ano de 1914.
A União encampou a concessão dada à CPV e a transferiu ao governo do estado do Espírito Santo por meio do Decreto n.º 16 739, de 31 de dezembro de 1924. Foi criada a APV – Administração do Porto de Vitória, com concessão pelo prazo de 60 anos. A construção do porto retomada no início de 1925. 
Sua inauguração oficial se deu em 3 de novembro de 1940, assinalando o começo do atual complexo portuário. No mesmo ano, teve início o embarque de minério de ferro.
Já nos anos 1940, foram construídas as instalações de embarque da Companhia Vale do Rio Doce (CVRD), no morro do Pela Macaco, em Vila Velha, hoje totalmente desativadas e entregues à Companhia Docas do Espírito Santo (CODESA). Na mesma época, iniciou-se a construção do Terminal de Granéis Líquidos, também em Vila Velha. Nesta mesma época, foram, ainda, construídas as instalações do Cais de Paul (Usiminas e CVRD, também localizadas em Vila Velha.
Na década de 1950, foram construídos os demais cais de Vitória, berços 101 e 102. Na década de 1960, foi construído o Píer de Tubarão e, na de 1970, os cais de Capuaba (Vila Velha), Barra do Riacho e Ubu.
Em 1978, a concessão dada ao governo estadual foi encampada pelo DNPV – Departamento Nacional de Portos e Vias Navegáveis, vinculado a Portobrás, o que antecipou o término da concessão.

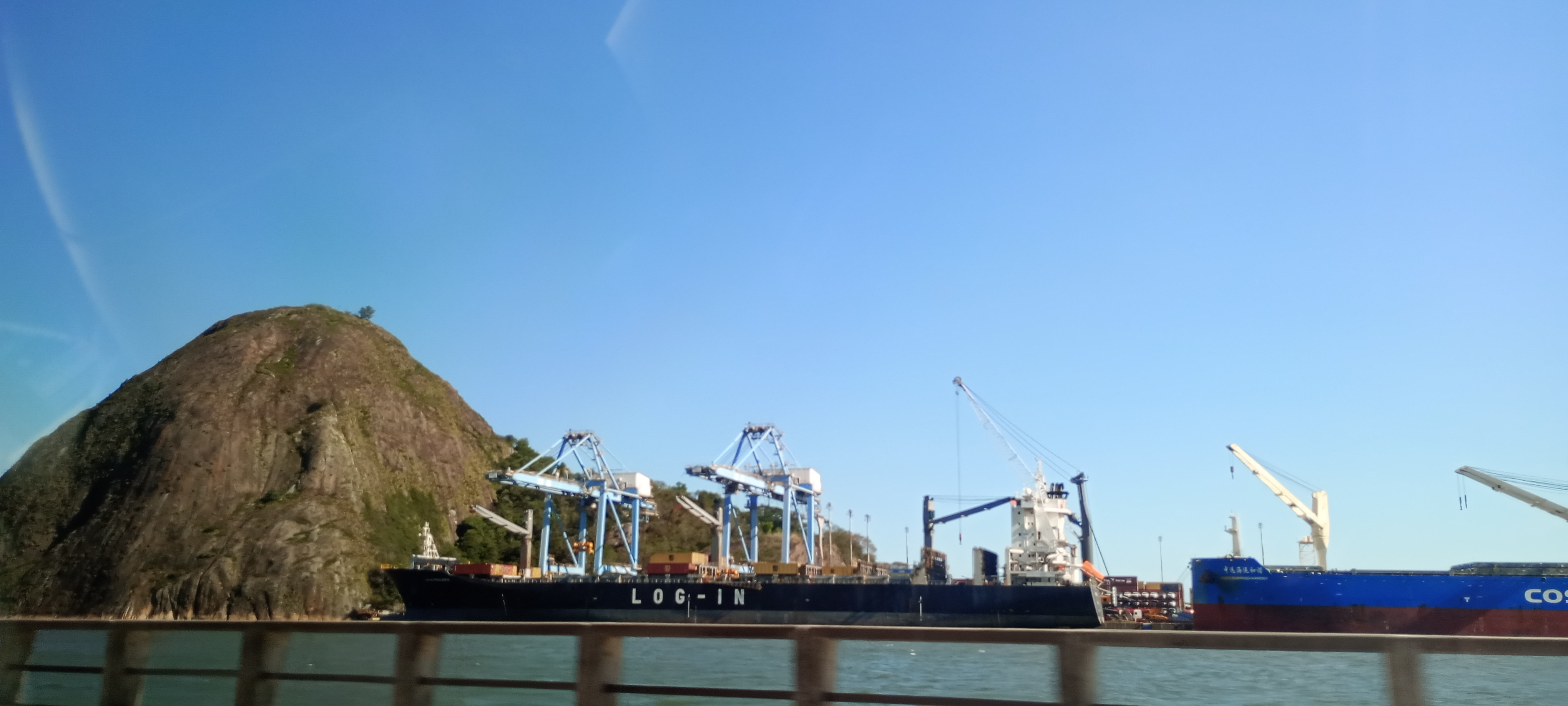
Porto de Vitória

No mesmo ano, tiveram início das operações do Portocel – Terminal Especializado de Barra do Riacho, para movimentação de celulose.
A Companhia Docas do Espírito Santo (CODESA) foi criada por meio do Decreto nº 87.560 de 9 de setembro de 1982, sendo oficialmente constituída em 21 de fevereiro de 1983, sendo responsável, inicialmente, pelos Portos de Vitória e Barra de Riacho. A companhia fazia parte da holding Portobrás.
Em março de 2022, o Fundo de Investimentos em Participações Shelf 119, liderado pela Quadra Capital, venceu o leilão de privatização da Companhia Docas do Espírito Santo na Bolsa de Valores de São Paulo, por R$ 106 milhões de outorga, com um contrato de concessão de 35 anos, prorrogáveis por mais cinco. A CODESA teve então seu nome alterado para VPorts.

## Terminais

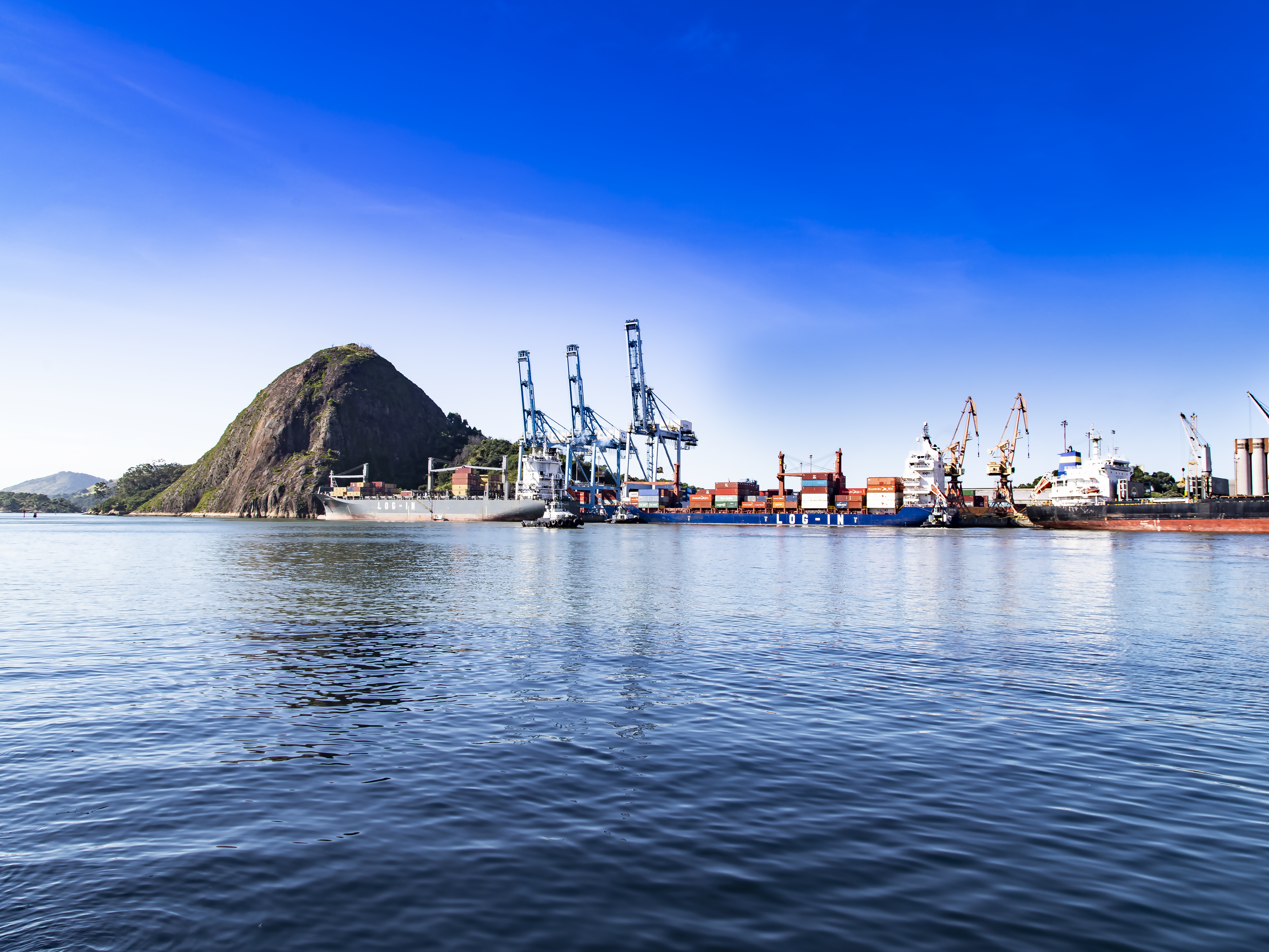
Porto de Vila Velha

A Companhia Docas do Espírito Santo (CODESA) era uma empresa estatal do Governo Federal, vinculada à Secretaria Nacional de Portos do Ministério de Infraestrutura. Possui terminais portuários públicos e arrendados, nos municípios de Vitória, Vila Velha e Aracruz (Barra do Riacho).
No Porto Organizado de Barra do Riacho, pertencente à CODESA, estão localizados dois terminais de uso privado: o TUP Portocel, inaugurado em 1985, de propriedade conjunta das empresas Suzano Papel e Celulose e da CENIBRA (duas das maiores produtoras de celulose do Brasil); e o TUP Barra do Riacho, também conhecido como Terminal Aquaviário Barra do Riacho (TABR), pertencente à Petrobras.

### Vitória
- Cais Comercial de Vitória - público, composto dos berços 101, 102 (calados 12,5m e 9m, respectivamente) e berços 103 e 104,
- Terminal Ilha do Príncipe - arrendado à Technip: abrange o dolfin do berço 906. Especializado em offshore.

### Vila Velha
- Cais de Capuaba - público: Berços 201, 202 (calados de 12,5m), com 774 metros, 8 mil m² de armazéns, 100 mil metros² de pátio, além de retroárea de aproximadamente 300 mil m²;
- Cais de Paul / Gusa - público: Berço 905, com 420 metros de extensão, 25 mil m² de pátio, calado de 10,7m;
- Cais de Atalaia - Berço 207. Os antigos dolfins deram lugar a um cais corrido de 270 m de comprimento, calado de 12,5m;
- Cais de São Torquato - arrendado à Prysmiann: Berço 902, mas não está operando;
- Terminal de Vila Velha (TVV) - arrendado à Login: Berços 203 e 204 (calados de 12,5m).
- Terminal de Peiú - arrendado: Berço 206, calado de 10,7m;
- Companhia Portuária de Vila velha (CPVV) - Terminal de Uso Privativo: Berço 903.

### Aracruz
- TUP Portocel
- TUP Barra do Riacho